# Joeropsis palliseri
Joeropsis palliseri är en kräftdjursart som beskrevs av Hurley 1957. Joeropsis palliseri ingår i släktet Joeropsis och familjen Joeropsididae.
Artens utbredningsområde är havet kring Nya Zeeland. Inga underarter finns listade i Catalogue of Life.